# Jeroen Hoorne
Jeroen Hoorne (Roeselare, 14 augustus 1988) is een Belgisch voormalig wielrenner.

## Carrière
Hoorne was prof van 2010 tot 2013 en won een aantal kleinere wedstrijden.

## Erelijst
2010
- 2e etappe Triptyque Ardennaise

2011
- GP Theo Eeckhout

2013
- GP du Pays d'Aix
- 1e etappe 2 Jours Cyclistes du Perche
- Algemeen klassement 2 Jours Cyclistes du Perche

Broeders · De Neef · De Winter · Dupont · Durant · Hoorne · Lepla · Pieters · Steels · Teuns · Van Coppernolle · Van den Abeele · K.Vandyck · N.Vandyck · Verraes · Verwaest · Wastyn
Bandiera · Boonen · Brammeier · Cataldo · Chavanel · Chicchi · Ciolek · De Weert · Devenyns · Fenn · Gołaś · Grabsch · Keisse · Kwiatkowski · Leipheimer · Maes · Martin     · Pauwels · Pineau · Raboň · Steegmans · Štybar · Terpstra · Trentin · Vandenbergh · Vandewalle · Van Keirsbulck · P. Velits · M. Velits · Vermote · Hoorne (stagiair) · Sénéchal (stagiair)